# Франц Фердинанд фон Метерних-Винебург
Франц Фердинанд фон Метерних-Винебург (на немски: Franz Ferdinand Graf von Metternich-Winneburg; * 1653;  14 юни/15 юни 1719 в Кьонигсварт в Карлови Вари, Хеб, Чехия) е граф на Метерних-Винебург и Байлщайн над Мозел, господар на Кьонигсварт, Нонхайм, Райнхардщайн, Гаулсхайм и Поусьор. Той е прадядо на прочутия канцлер Клеменс фон Метерних (1773 – 1859).
Той е син на граф Филип Емерих фон Метерних-Винебург-Байлщайн (* 1628; † 6 март 1698), господар в Кьонигсварт и Гаулсхайм, бургграф на Егер, и първата му съпруга Мария Елизабет Магдалена Валдбот фон Басенхайм (* ок. 1630; † 1685), дъщеря на фрайхер Дамиан Валдбот фон Басенхайм (1577 – 1640) и Мария Елиза Хунд фон Заулхайм (1595 – 1681). Внук е на фрайхер Вилхелм фон Метерних (1590 – 1652), бургграф на Щаркенбург, и Елеонора Брьомзер фон Рюдесхайм († 1658). Баща му се жени втори път за Анна Терезия Кукр фон Дамфелд.
През 1623/1630 г. фамилията Метерних купува господството Кьонигсварт в Бохемия. През 1652 г. фамилията му Метерних получа господството Винебург и Байлщайн. През 1679 г. линията Метерних е издигната на имперски графове. Те се наричат от тогава „фон Метерних-Винебург и Байлщайн“.

## Фамилия
Франц Фердинанд фон Метерних-Винебург се жени 1683 г. в Шваленберг за графиня Юлиана Елеонора фон Лайнинген-Вестербург (* 14 декември 1667; † декември 1742), дъщеря на граф Георг Вилхелм фон Лайнинген-Вестербург (1619 – 1695) и графиня София Елизабет фон Липе-Детмолд (1626– 1688). Те имат седем деца:
- Филип Адолф († 1693)
- Франц Филип Емерих († 1765), граф на Метерних-Винебург
- Дитрих Филип Адолф (* 1686; † 19 декември 1738), граф на Метерних-Винебург, байлиф на Кохем, Улмен и Даун, женен на 21 септември 1707 г. за фрайин Мария Франциска, шенк фон Шмидбург († 23 ноември 1723)
- Емерих Карл Антон (* 28 април 1697; † 5 юли 1765), граф на Метерних-Винебург, женен за Елеонора Антония фон Бутлер
- Йохана София († 1756)
- София Елеонора Мария Анна († 1754), омъжена за фрайхер Мулц фон Валдау
- Йохана Елизабет († 5 януари 1758), омъжена за граф Бартхолд Хайнрих фон Люцов († 11 юли 1730)